# Коррупция в украинском футболе
Коррупция является одной из самых серьёзных проблем в украинском футболе.

## История
Один из самых громких коррупционных скандалов в украинском футболе состоялся после матча Лиги чемпионов, 13 сентября 1995 года, когда киевское «Динамо» играло против греческого «Панатинаикоса» и выиграло 1:0. По окончании матча арбитр Антонио Лопес Ньето обвинил генерального менеджера «Динамо» Игоря Суркиса и генерального секретаря «Динамо» Василия Бабийчука в предложении дачи взятки в размере 30 тысяч долларов и двух норковых шуб. По решению контрольно-дисциплинарного комитета УЕФА Суркис и Бабийчук были пожизненно отстранены от футбола, а «Динамо» получило трехлетнюю дисквалификацию на участие в европейских соревнованиях. Сам Суркис утверждал, что дело сфабриковано Лопесом Ньето. 19 апреля 1996 года исполнительный комитет УЕФА снял дисквалификацию с «Динамо», а позже и с Игоря Суркиса.

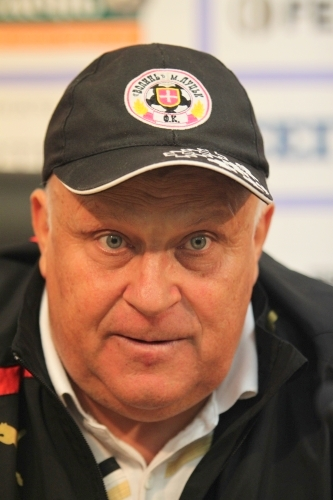
Известный футбольный тренер и функционер Виталий Кварцяный неоднократно заявлял о коррупции в украинском футболе

В 2002 году матч между житомирским «Полесьем» и бориспольским «Борисфеном» и в 2006 году матч львовских «Карпат» и сумского «Спартака» были признаны договорными, и с команд были сняты очки.
3 апреля 2008 года состоялся матч Первой лиги Украины между днепродзержинской «Сталью» и черкасским «Днепром», который завершился вничью 1:1. На пресс-конференции после окончания встречи генеральный менеджер «Днепра» Вячеслав Заховайло обвинил главного тренера «Стали» Виктора Маслова в попытке подкупить его клуб. Официальная позиция «Стали» заключалась в отрицании слов Заховайло. По итогам расследования никто наказан не был.
Играла не «Десна», а играли мои бабки и амбиции. Каждая игра мне стоила от 5 до 15 тысяч долларов. Я могу пофамильно назвать судей, которые брали деньги и людей, которые их им давали. Когда я перестал им платить, то изменился и спортивный результат…
23 октября 2008 года Алексей Савченко, президент команды первой лиги черниговской «Десны», заявил о том, что он давал взятки ради получения нужного результата для команды. Савченко заявил, что 4-е место в сезоне 2007/08 является итогом его махинаций, а низкий результат по ходу текущего сезона — следствие отказа от подкупа судей. Он также обвинил в коррупции главного тренера команды Сергея Кучеренко и директора Евгения Олефиренко. Федерацией футбола Украины была сформирована специальная комиссия по расследованию инцидента, которую возглавил Игорь Кочетов. Дело было взято под личный контроль президента ФФУ Григория Суркиса. В конце ноября 2008 года на исполнительном комитете ФФУ было постановлено передать дело о взяточничестве Черниговской областной прокуратуре, а до завершения расследования отстранить от футбола Савченко, Кучеренко и Олефиренко. Также были названы подозреваемые в нечестной судействе арбитры, которые были отстранены на время следствия. Через некоторое время Савченко продал 50 % прав на «Десну» Павлу Климцу, сумма сделки составила 10 миллионов гривен. Позже Савченко заявил, что передал «Десну» на баланс города. Расследование дело Савченко в прокуратуре закончилось ничем. По итогам расследования никто наказан не был.
В феврале 2010 года контрольно-дисциплинарная инстанция УЕФА отстранила украинского арбитра Олега Орехова от футбольной деятельности по подозрению во взяточничестве в матче швейцарского «Базеля» и болгарского ЦСКА 5 ноября 2009 года в рамках Лиги Европы. В январе 2011 года Спортивный арбитражный суд утвердил пожизненную дисквалификацию Орехова.
На пресс-конференции 4 декабря 2011 года после игры харьковского «Металлиста» и луцкой «Волыни» главный тренер «Волыни» Виталий Кварцяный рассказал о коррупции в украинском футболе, в частности о судьях. Заявив, что украинские судьи коррумпированы «до шнурков и носков». Также он сказал, что его могут убить и информацию о коррупции в украинском футболе он держит в сейфе. После этого Федерация футбола Украины обязала публично заявить о доказательствах коррупции Кварцяного, президента «Оболони» Александра Слободяна и президента «Арсенала» Вадима Рабиновича. Президент «Днепра» Игорь Коломойский обвинил Кварцяного, а также арбитра Игоря Ищенко в сдаче матча. В 2012 году Кварцяный обвинял вратаря Артёма Штанько в сдаче игр.

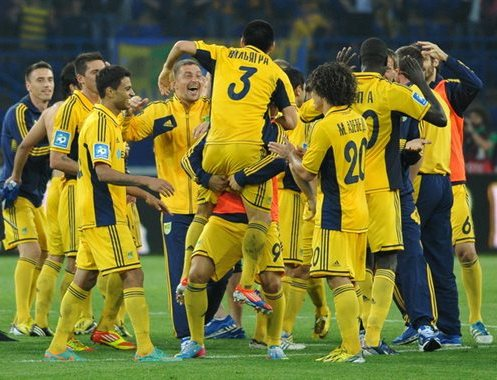
ФК «Металлист» был отстранён от еврокубков в сезоне 2013/14 в связи с договорным матчем

Перед чемпионатом Европы 2012, который состоялся совместно на Украине и Польше появилось информация о том, что первенство двум странам досталось благодаря подкупу членов УЕФА. Сама организация опровергло данные обвинения.
В августе 2013 года Спортивный арбитражный суд постановил, что харьковский «Металлист» и львовские «Карпаты» сыграли договорной матч в чемпионате Украины сезона 2007/08. Суд забрал у «Металлиста» бронзовые награды того сезона, назначил штраф обеим клубам в размере 25 тысяч долларов. Спортивный директор «Металлиста» Евгений Красников был отстранен от футбола на пять лет. Президент «Карпат» Пётр Дыминский был оштрафован на 5 тысяч долларов и получил годичную дисквалификацию условно с испытательным сроком на год. Генеральный директор «Карпат» Игорь Дедышин был оштрафован на 2,5 тысячи долларов и получил условную шестимесячную дисквалификацию с испытательным сроком на год. Футболисты Сергей Пшеничных, Василий Кобин, Николай Ищенко, Владимир Федорив и Мацей Налепа были дисквалифицированы на 3 года с дополнительным испытательным сроком на 2 года, Сергей Лащенков отстранен от футбола на 5 лет. Все перечисленные игроки также оштрафованы на 10 тысяч долларов. Также «Металлист» был дисквалифицирован из Лиги чемпионов 2013/14. По ходу следствия президент «Металлиста» Александр Ярославский обвинял президента «Динамо» Григория Суркиса в создании коррупционного клана и устранение конкуренции в украинском футболе.

## Борьба
В украинском футболе были замечены следующие разновидности коррупции — подкуп судей и подделка паспортных данных. Существует также коррупция на уровне детского футбола, которая приводит к уменьшению конкурентоспособности в футболе. Однако это не является особенностью лишь на Украине.
Одним из методов борьбы с коррупцией в украинском футболе считается введение криминальной ответственности за взяточничество. Подобные законопроекты предлагали народный депутат Украины Вадим Колесниченко и Кабинет министров Украины, однако они приняты не были. Григорий Суркис высказывал мнение, что повышение заработных плат судьям приведёт к исчезновению коррупции. Президент киевского «Арсенала» Вадим Рабинович высказался за показательное наказание нескольких судей ответственных за взяточничество.
В начале сезона Премьер-лиги Украины 2008/09 был подписан «Меморандум честной игры», президенты клубов договорились начать сезон с чистого листа. Подобные меморандумы существовали и раньше, однако эффекта они не приносили. В феврале 2009 года ФФУ ввела специальную горячую линию, для тех кто располагает информацией о коррупции в футболе Украины. В июле 2010 года ФФУ подписала контракт с арбитром Пьерлуиджи Коллиной, который стал куратором судейского корпуса. На вопрос о введении детектора лжи для арбитров он ответил отрицательно.